# 土屋滋生
土屋 滋生（つちや しげお、1968年3月14日 - ）は、ナレーター、DJ、ラジオパーソナリティ。
東京都調布市出身、明治大学文学部文学科英米文学専攻卒、うお座・AB型。 主なニックネームは「ツッチー」。元プール監視員。

## 主な出演番組

### 過去の主な出演番組
NACK5
- 『NACK ON TOWN』※1997年3月31日 - 2011年3月31日
- 『MAGICAL SNOWLAND』※1995年10月 - 1996年3月担当（番組は継続中）
- 『OH HAPPY DAY』※1996年4月 - 1997年3月放送
- 『BREATH OF EARTH』
- 『Play back Box』※2010年10月4日 - 12月末（毎週月～金 25:00-25:30）
- 『RADIO ST&』※2000年4月 - 2003年3月放送
- 『EURO FIRE』
- 『HITS! THE TOWN』　2008年9月13日
- 『STROBE NIGHT!』（水曜日担当）※2011年4月6日 - 2012年3月28日
- 「三和豆水庵Presents 波乗り!102 TOWN」※2011年3月3日 - 2012年3月29日の毎週木曜15:05 - 15:20
- 『docomo SAITAMA STYLE』※2011年1月1日 - 2014年3月29日

文化放送
- 『HYPER DANCE CHART』※1996年 - 1997年
- 『ampmカウントダウンサンデー』※2000年4月 - 2002年3月放送
- 『つっちい・MISHIMAのナススタ』※2013年4月 - 2015年4月

#### ナレーション
- テレビ東京 『愛LOVEジュニア』
- TBS『世界陸上』
- TBS「上田晋也が真相直撃!「ニュースの巨人」」※2014年5月7日 - 2015年3月
- TBS『上田晋也のニッポンの過去問』（ナレーション）※2015年4月 - 2017年3月
- テレビ東京『SUPER GT+』（ナレーション）※2011年4月10日 - 2022年3月

## エピソード
- NACK5の昼の番組を14年担当したことから、NACK5の昼の顔と呼ばれていた。他にも、NACK5の王子などと呼ばれることもある。
- 八王子市育ちでトーク内で八王子の話題が出ることもある。
- 埼玉西武ライオンズファンであり、ファンクラブ会員でもある。番組を通じてライオンズの選手とも交流がある。
- 元ライオンズ平尾博嗣とは「博嗣」と呼ぶほどの仲で友人関係。
- 妻は、埼玉西武ライオンズの元ブルーウィンズ（チアリーダー）である（2011年10月29日のON AIR内で語った）。